# Șărmășag, Sălaj
Șărmășag (în maghiară Sarmaság), este satul de reședință al comunei cu același nume din județul Sălaj, Transilvania, România.

## Așezare
Localitatea Sărmășag  aparține din punct de vedere geografic Platformei Marginale Sălăjene, la contactul Colinelor Toglaciului cu Piemontul Sălăjan pe aliniamentele coborâte ale culoarelor râurilor Zalău și Crasna și este situat la o distanță de 30 km față de municipiul Zalău.

## Istoric
Localitatea Sărmășag este menționată pentru prima dată în anul 1355 sub denumirea de Sarmasagh.
Conform bazei de date a cimitirelor evreiești din Europa, Lo Tishkach Arhivat în 29 noiembrie 2014, la Arhiva Web Portugheză, în localitatea Sărmășag există un cimitir care aparține cultului iudaic. Potrivit recensămintelor, în satul Sărmășag erau 2 evrei în 1857, 18 evrei în 1869, 21 evrei în 1880, 40 în 1890, 55 evrei în 1900, 32 în 1910, 48 evrei în 1930, 40 în 1941, 2 în 1882. 

## Economie
Sărmășag este un important centru economic al județului Sălaj, susținut de exploatările de cărbune energetic, și în ultimii ani, de o diversificare a sectorului secundar, o evoluție ascendentă a serviciilor și nu în ultimul rând de evoluția pozitivă a agriculturii.